# Unterseeboot 509
Le Unterseeboot 509 (ou U-509) est un sous-marin allemand utilisé par la Kriegsmarine pendant la Seconde Guerre mondiale.

## Historique
Après avoir reçu sa formation de base à Stettin en Pologne au sein de la 4. Unterseebootsflottille jusqu'au 30 juin 1942, il rejoint sa flottille de combat à Lorient, dans la 10. Unterseebootsflottille.
L'U-509 est coulé le 15 juillet 1943 dans l'Atlantique centre au nord-ouest de Madère au Portugal à la position géographique de 34° 02′ N, 26° 01′ O par des torpilles FIDO lancées par un avion américain TBF Avenger (VC-29) du porte-avions d'escorte américain USS Santee.

L'attaque coûte la vie aux 54 membres de l'équipage.

## Affectations successives
- 4. Unterseebootsflottille du 4 novembre 1941 au 30 juin 1942
- 10. Unterseebootsflottille du 1er juillet 1942 au 15 juillet 1943

## Commandement
- korvettenkapitän Karl-Heinz Wolff du 4 novembre 1941 à septembre 1942
- korvettenkapitän Werner Witte de septembre 1942 au 15 juillet 1943

## Navires coulés
Il a coulé 5 navires pour un total de 29 091 tonneaux  et a endommagé 3 navires pour un total de 20 014 tonneaux et 1 navire non réparable de 7 129 tonneaux au cours des 4 patrouilles qu'il effectua.
| Date            | Nom            | Nationalité     | Tonnage | Convoi | Fait et localisation |
| --------------- | -------------- | --------------- | ------- | ------ | -------------------- |
| 26 octobre 1942 | Anglo Mærsk    | Grande-Bretagne | 7 705   | SL-125 | endommagé            |
| 27 octobre 1942 | Pacific Star   | Grande-Bretagne | 7 951   | SL-125 | coulé                |
| 27 octobre 1942 | Stentor        | Grande-Bretagne | 6 148   | SL-125 | coulé                |
| 28 octobre 1942 | Nagpore        | Grande-Bretagne | 5 283   | SL-125 | coulé                |
| 28 octobre 1942 | Hopecastle     | Grande-Bretagne | 5 178   | SL-125 | endommagé            |
| 29 octobre 1942 | Corinaldo      | Grande-Bretagne | 7 131   | SL-125 | endommagé            |
| 30 octobre 1942 | Brittany       | Grande-Bretagne | 4 772   | SL-125 | coulé                |
| 10 février 1943 | Queen Anne     | Grande-Bretagne | 4 937   | CA-11  | coulé                |
| 2 avril 1943    | City of Baroda | Grande-Bretagne | 7 129   | NC-9   | non réparable        |

## Sources
- (en) Cet article est partiellement ou en totalité issu de l’article de Wikipédia en anglais intitulé « German submarine U-509 » (voir la liste des auteurs).